# 22739 Sikhote-Alin
22739 Sikhote-Alin este un asteroid din centura principală de asteroizi.

## Descriere
22739 Sikhote-Alin este un asteroid din centura principală de asteroizi. A fost descoperit pe 18 septembrie 1998 la Observatorul La Silla de Eric Walter Elst. Asteroidul prezintă o orbită caracterizată de o semiaxă mare de 2,92 ua, o excentricitate de 0,06 și o înclinație de 2,3° în raport cu ecliptica.